# 1-й батальон военной полиции (Республика Сербская)
1-й батальон военной полиции 1-го Краинского корпуса (серб. Први батаљон војне полиције Првог Крајишког корпуса) — одно из воинских формирований 1-го Краинского корпуса Армии Республики Сербской. Батальон считается правопреемником 5-го батальона военной полиции Баня-Лукского корпуса ЮНА и 17-го батальона военной полиции из Любляны. Образован 16 июня 1992 в Баня-Луке. Занимался обеспечиванием безопасности командования корпуса, регулировкой транспорта, обучением рекрутов, охраной важных объектов и проведением контрдиверсионных операций. Во время Боснийской войны участвовал в операции «Коридор», поддерживая связь между востоком и западом Республики Сербской.

## Структура
Батальон включал в себя две роты военной полиции, антитеррористический взвод, транспортную роту, взвод снабжения, служебный взвод, отделение связи и отделение специалистов. Хотя де-юре функции батальона сводились к полицейским, в ходе войны он неоднократно участвовал в боевых действиях. Пополнялся как действовавшими офицерами, так и офицерами запаса и призывниками.

## Боевой путь

### 1992
В мае 1992 года батальон занимался охраной ГЭС на озере Бочац и сражался за город Ключ (ныне Унско-Санский кантон) и его окрестности. В июне—июле батальон участвовал в операции «Коридор», освободив Оджак. 25 августа батальон понёс первые боевые потери в боях за Босански-Брод. Спустя 4 дня вместе с другими частями ВРС батальон взял занятый противником Костреш. Пробыв некоторое время в составе гарнизона Баня-Луки, батальон отправился в окрестности Градачаца, где оставался до 27 октября, когда принял участие в операции «Врбас-92». Конец года провёл в окрестностях города Брчко.

### 1993
В начале января 1993 года в 1-й батальон военной полиции вступили 200 добровольцев. 1-й Краинский корпус приказал также своим бригадам отправить по отделению добровольцев в состав 1-го батальона. Тем самым в 1-м батальоне появилось уже шесть рот военной полиции. Значительная часть батальона до конца мая воевала под Орашье, а затем отправилась на Добойское направление. В июле батальон прорвал линию обороны у местечка Брка в ходе операции «Содействие». В сентябре часть батальона участвовала в протестах против республиканских властей в Баня-Луке.

### 1994
В январе 1994 года бойцы батальона участвовали в неудачном нападении на деревню Матузичи на Добойском направлении, а спустя почти месяц батальон взял Катанову-косу на том же направлении. До осени вёл бои на Озренском направлении, в сентябре участвовал в операции «Бреза». Нападение началось 6 сентября, батальон вместе с разведывательной ротой 1-го Краинского корпуса атаковал с линии Джорковач — Рад. 12 сентября неприятель забросил в позиции Войска Республики Сербская Краина диверсионную группу численностью 150—200 человек, которая атаковала Главный штаб ВРС и окружила часть 1-го батальона военной полиции. Погибло 14 бойцов батальона, 3 попали в плен.

### 1995
В январе батальон был преобразован: вместо шести рот остались всего две основные и одна учебная. Всего было 475 человек, из них 19 старших и 52 младших офицера. В марте—апреле часть батальона вела бои на горе Влашич, стабилизировав линию обороны 22-й лёгкой пехотной бригады и взяв Марковац. В сентябре батальон вместе с танковой ротой 1-й бронетанковой бригады и батальоном 43-й Приедорской моторизованной бригады оборонял линию Млиниште — Подрашница — Барачи. 14 сентября батальон был отправлен в Штрбине, где находился до 19 сентября. До конца войны отражал нападения на Нови-Град и Баня-Луку.

## Память
11 сентября 2020 года был освящён памятник 15 бойцам 1-го батальона военной полиции 1-го Краинского корпуса Вооружённых сил Республики Сербской, погибшим в ходе операции «Бреза 94». В тот же день в Храме Святых апостолов Петра и Павла состоялась панихида по погибшим. Освящение проводили священники Неманья Видич и Зоран Благоевич. На освящении памятника присутствовали председатель организации ветеранов батальона Раденко Пузич (серб. Radenko Puzić) и командир батальона полковник Никола Рашуо.